# عبری ایتالیایی
عبری ایتالیایی یا عبری ایتالکی به دستگاه تلفظی از زبان عبری گفته می‌شود که یهودیان ایتالیا به‌طور سنتی از آن استفاده می‌کنند. یهودیان ایتالیا از کهن‌ترین جامعه‌های یهودی اروپای غربی به شمار می‌روند. نخستین مهاجرت یهودیان به ایتالیا به دوران امپراتوری روم بازمی‌گردد.